# Clas Wilhelm Eneberg

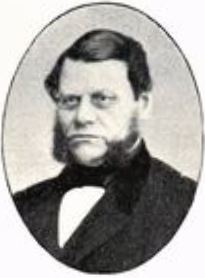
Clas Wilhelm Eneberg

Clas Wilhelm Eneberg, född 11 september 1814 i Karlskrona, död 22 januari 1871 i Stockholm, var en svensk mekaniker.
Eneberg blev student vid Lunds universitet 1836 och avlade kameralexamen samma år. Han blev professor i mekanisk teknologi vid Teknologiska institutet i Stockholm 1847 och hedersledamot i Svenska Teknologföreningen 1864.
Eneberg översatte H.P. Hamiltons analytiska framställning af koniska sektionerne (1841) och Karl Karmarschs Handbok i mekanisk teknologi, band 1, Läran om träarbeten (1858) och band 2, Läran om metallarbeten (1862).